# 變動成本

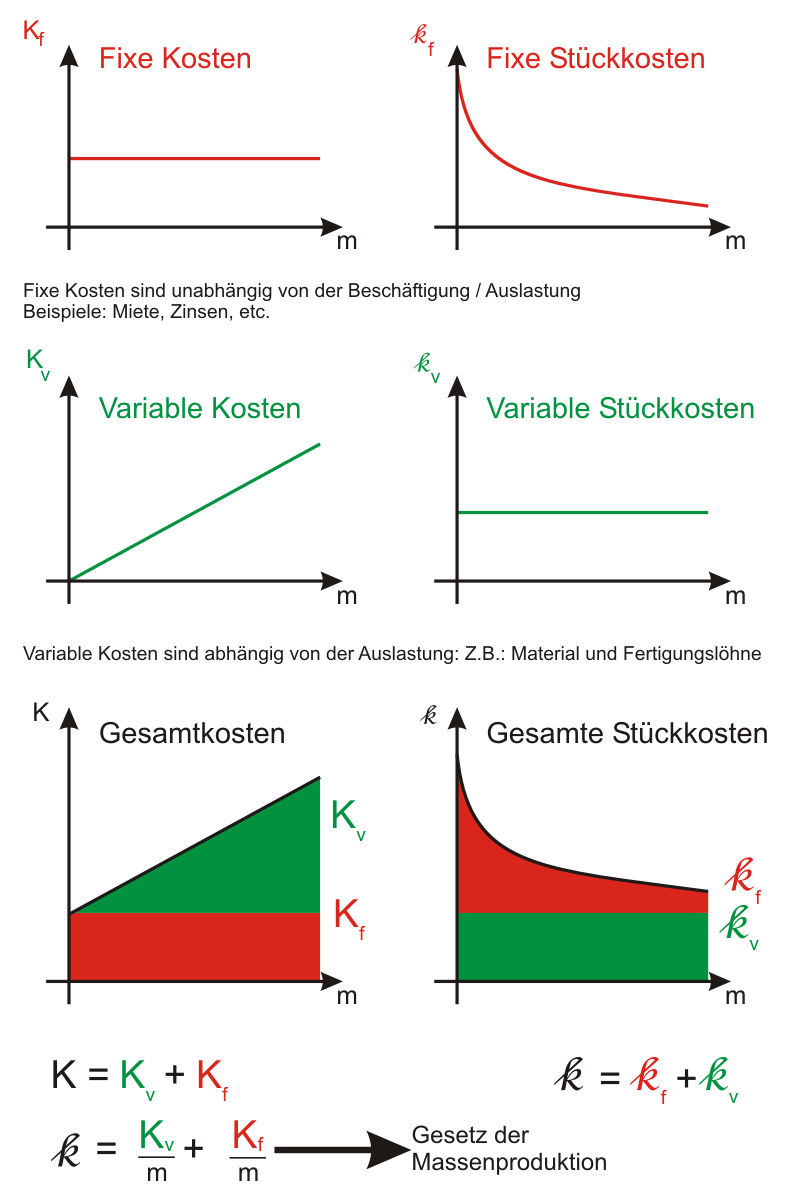
变动成本(variable cost)指支付给各种变动生产要素的费用。这种成本随产量的变化而变化，常常在实际生产过程开始后才需支付。

變動成本（英語：Variable costs）是經濟學与会计学名詞，與固定成本相對應，指在生產過程中可被增加或減少的生產因素（Production Factor）回報或稱轉移收入／轉移收益（Transfer Earnings），例如勞工、工具的成本。換句話說，是指會隨著產量或業務量變化而變化的成本，即是邊際成本的總和。經常性成本由變動成本和固定成本二者組成。
變動成本中又可分為直接成本和間接成本。

## 例子
- 原物料成本